# Gracilineustes
Gracilineustes is een geslacht van uitgestorven zeereptielen, behorend tot de Crocodylomorpha. Het leefde tussen het Midden-Jura en het Laat-Jura (Callovien - Kimmeridgien, ongeveer 167 - 155 miljoen jaar geleden) en zijn overblijfselen zijn gevonden in Europa.

## Naamgeving
Fossielen van dit geslacht zijn gevonden in Frankrijk en Engeland en werden aanvankelijk toegeschreven aan andere geslachten van mariene krokodillen. De eerste bekende soort, afkomstig uit Normandië, het Laat-Jura (Kimmeridgien) van Frankrijk, werd geplaatst in het geslacht Metriorhynchus en werd in 1887 benoemd door Lennier als Metriorhynchus acutus. De soortaanduiding betekent 'de scherpe', een verwijzing naar de spitse snuit. In 1913 werd een ander fossiel gevonden bij Peterborough uit het Callovien van Engeland door Andrews beschreven en benoemd als de soort Metriorhynchus leedsi. De soortaanduiding eert Alfred Nicholson Leeds als ontdekker. 
De taxonomische verwarring binnen de metriorhynchiden werd pas in het begin van de eenentwintigste eeuw opgehelderd: een onderzoek uit 2009 verduidelijkte de taxonomie van de soorten die aan Metriorhynchus waren toegeschreven. Een apart geslacht Gracilineustes werd door Young e.a. benoemd met de twee soorten Gracilineustes acutus en Gracilineustes leedsi. De geslachtsnaam betekent 'de lichtgebouwde zwemmer'.

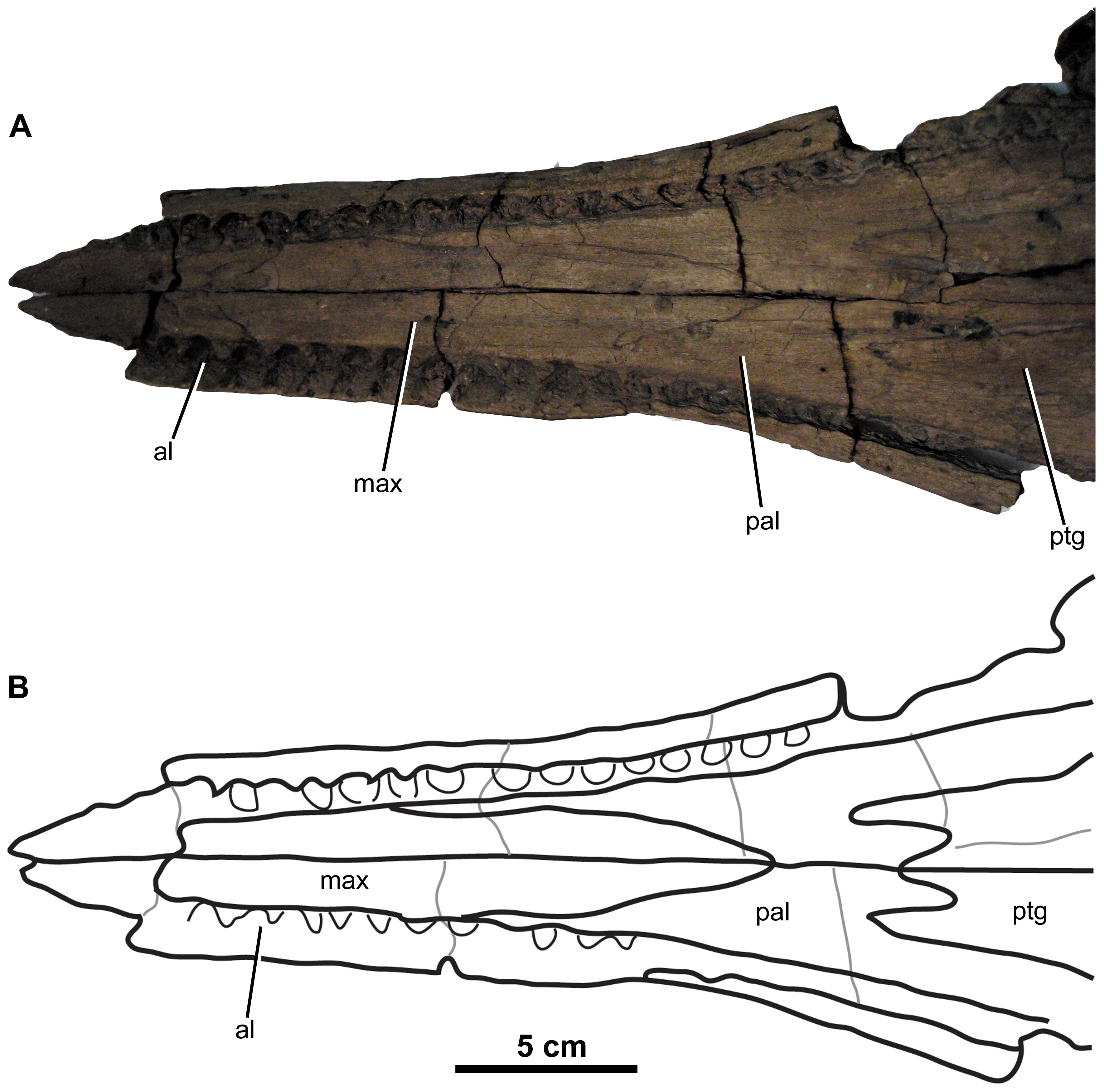
Het holotype van G. leedsi

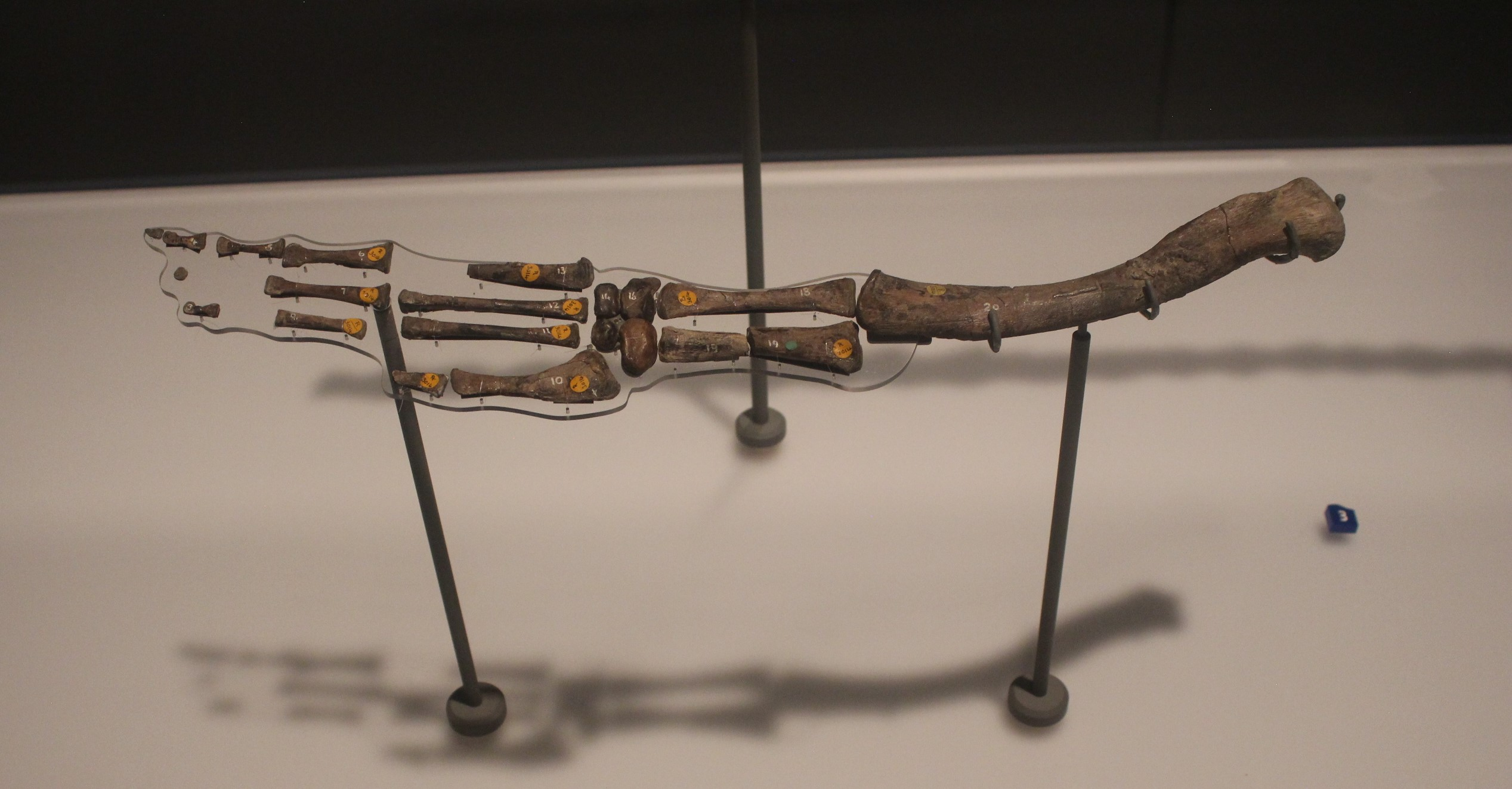
Een achterpoot

Het holotype van G. acutus was in 1944 door het bombardement op Caen verloren gegaan en daarom werd G. leedsi aangewezen als de combinatio nova van de typesoort Metriorhynchus leedsi. Het holotype daarvan is NHM R.3540, een verticaal geplette schedel. Een dozijn andere specimina is aan de soort toegewezen.

## Beschrijving
Gracilineustes zag er nogal anders uit dan de huidige krokodillen: zoals veel vergelijkbare vormen (bijv. Geosaurus en Metriorhynchus), had Gracilineustes een slank, ongepantserd lichaam met vier ledematen die zijn veranderd in peddelachtige structuren (het voorste paar was korter) en een lange staart die eindigt in een tweelobbige vlezige structuur. Gracilineustes onderscheidt zich van soortgelijke vormen door het spitse en zeer dunne rostrum. Het bovenkaaksbeen draagt meer dan achtentwintig tanden en het dentarium meer dan twintig.

## Fylogenie
Gracilineustes behoort tot de Metriorhynchidae, een groep mariene crocodylomorfen met poten die in peddels zijn veranderd en een tweelobbige staart. In het bijzonder maakt Gracilineustes deel uit van een clade die bekend staat als de Metriorhynchinae, die de slankere vormen van de groep bevat; het lijkt erop dat Gracilineustes zich in een meer afgeleide positie bevond dan Metriorhynchus, maar meer basale dan Maledictosuchus, Cricosaurus en Rhacheosaurus, de meer gespecialiseerde vormen van de groep.